# Чагатай Улусой
Чагатай Улусой (тур. Çağatay Ulusoy; нар. 23 вересня 1990, Стамбул, Туреччина) — турецький актор та модель.

## Життєпис
Народився 23 вересня 1990 року в Стамбулі. Батько  — болгарський турок, а мати має боснійське походження. Закінчив Стамбульський університет, де освоював особливості ландшафтної архітектури.
Чагатай Улусой не тільки актор, але й модель, його зріст становить 1 м 90 см. Він брав участь у конкурсі «Best Model of Turkey» (Найкраща модель Туреччини), де посів перше місце у 2010 році. Популярність як актора принесла роль Еміра Саррафоглу у серіалі «Сила кохання Феріхи» (Adını Feriha Koydum).

## Фільмографія
- 2010 — Реджеп іведік 3 (Recep Ivedik 3) — Тоган Гекбакар
- 2011 — Анатолійські орли (Anadolu Kartalları) — Ахмет Онур
- 2011-2012 Сила кохання Феріхи (Adını Feriha Koydum) — Емір Саррафоглу
- 2012 — Шлях Еміра (Emir'in Yolu) — Емір Саррафоглу.
- 2013-2015 — Приплив (Medcezir) — Яман Копер.
- 2015 — Дикий мед (Delibal) — Бариш
- 2016 — Всередині (Içerde) — Сарп
- 2018 — Захисник (The Protector) — Хакан
- 2020 — Зателефонуйте моєму менеджеру (Menajerimi Ara) — Чагатай
- 2021 — Паперові життя (Kagittan Hayatlar) — Мехмет
- 2021 — Йешильчам (Yesilçam) — Семіх
- 2023 — Кравець (Terzi) — Пеямі Вівер
- 2023 — Кубра (Kübra) — Гекхан Шахіноглу
- 2024 — Нещадний (Gaddar) — Даган
- 2025 — Ешрефова мрія (Eşref Rüya) — Ешреф Тек